# Europees kampioenschap voetbal 2020 (achtste finale) Engeland - Duitsland
Dit artikel gaat over de wedstrijd in de achtste finales tussen Engeland en Duitsland die gespeeld werd op dinsdag 29 juni 2021 op het Wembley Stadium te Londen tijdens het Europees kampioenschap voetbal 2020. Het duel was de 43ste wedstrijd van het toernooi en de 7de van de knock-outfase. Engeland bereikte met een 2–0 zege de kwartfinales, Frankrijk werd uitgeschakeld.

## Voorafgaand aan de wedstrijd
- Engeland stond bij aanvang van het toernooi op de vierde plaats van de FIFA-wereldranglijst.[1] Drie EK-deelnemers waren hoger gerangschikt op die lijst. Duitsland was op de twaalfde plaats terug te vinden.[2] Duitsland kende zeven EK-deelnemers met een hogere positie op die ranglijst.
- Engeland en (West-)Duitsland troffen elkaar voorafgaand aan deze wedstrijd al 33 keer. Beide teams wonnen dertien van die wedstrijden en zesmaal eindigde het duel onbeslist. Engeland won o.a. in de finale van het WK 1966 en in de groepsfase van het EK 2000. (West-)Duitsland zegevierde o.a. in de kwartfinales van het WK 1970, in de achtste finales van het WK 2010 en na strafschoppen in de halve finales van het WK 1990 en het EK 1996. In de groepsfase van het WK 1982 eindigde deze confrontatie doelpuntloos.
- Voor Engeland was dit zijn tiende deelname aan een EK-eindronde en de derde achtereenvolgende. Vijf keer eerder bereikte Engeland de knock-outfase. (West)-Duitsland nam voor een dertiende maal deel aan een EK-eindronde en wel op een rij. Negen keer eerder bereikte (West-)Duitsland de knock-outfase.
- Engeland werd met zeven punten groepswinnaar in groep D, boven Kroatië, Tsjechië en Schotland. Duitsland plaatste zich voor de achtste finales met vier punten en een tweede plaats in groep F, achter Frankrijk en boven Portugal en boven Hongarije.

## Wedstrijdgegevens[3]
| Datum                  | 29 juni 2021                                                                            | 29 juni 2021                                                                            |
| Aftrap                 | 18:00 uur                                                                               | 18:00 uur                                                                               |
| Wedstrijdnummer        | 43                                                                                      | 43                                                                                      |
| Stadion                | Wembley Stadium, Londen                                                                 | Wembley Stadium, Londen                                                                 |
| Toeschouwers           | 41.973                                                                                  | 41.973                                                                                  |
| Scheidsrechter         | Danny Makkelie                                                                          | Danny Makkelie                                                                          |
| Assistenten            | Hessel Steegstra Jan de Vries                                                           | Hessel Steegstra Jan de Vries                                                           |
| Vierde official        | Srđan Jovanović                                                                         | Srđan Jovanović                                                                         |
| Videoscheidsrechters   | Pol van Boekel Kevin Blom (assistent) Iñigo (assistent) Alejandro Hernández (assistent) | Pol van Boekel Kevin Blom (assistent) Iñigo (assistent) Alejandro Hernández (assistent) |
| Man van de wedstrijd   | Harry Maguire                                                                           | Harry Maguire                                                                           |
|                        | Engeland                                                                                | Duitsland                                                                               |
| Doelpunten             | 2                                                                                       | 0                                                                                       |
| Gele kaarten           | 3                                                                                       | 2                                                                                       |
| Rode kaarten           | 0                                                                                       | 0                                                                                       |
| Wissels                | 2                                                                                       | 4                                                                                       |
| Schoten op doel        | 4                                                                                       | 3                                                                                       |
| Schoten naast doel     | 1                                                                                       | 4                                                                                       |
| Overtredingen          | 11                                                                                      | 9                                                                                       |
| Hoekschoppen           | 3                                                                                       | 3                                                                                       |
| Buitenspel             | 2                                                                                       | 2                                                                                       |
| Passnauwkeurigheid (%) | 85                                                                                      | 88                                                                                      |
| Balbezit (%)           | 47                                                                                      | 53                                                                                      |

| Engeland | 2 – 0          | Duitsland |
| (Luke Shaw) Raheem Sterling 75' (Jack Grealish) Harry Kane 86'                                                                                             | goals (assist) | |
| Gareth Southgate | bondscoach     | Joachim Löw |
| Jordan Pickford Kyle Walker Harry Maguire John Stones Kieran Trippier Kalvin Phillips Declan Rice 88' Luke Shaw Bukayo Saka 69' Harry Kane Raheem Sterling | opstellingen   | Manuel Neuer 87' Matthias Ginter Mats Hummels Antonio Rüdiger Joshua Kimmich Leon Goretzka Toni Kroos 88' Robin Gosens Kai Havertz 90+2' Thomas Müller 69' Timo Werner |
| Jack Grealish 69' Jordan Henderson 88' | wissels        | 69' Serge Gnabry 87' Emre Can 88' Leroy Sané 90+2' Jamal Musiala |
| Declan Rice 8' Kalvin Phillips 45' Harry Maguire 77' | gele kaarten   | 25' Matthias Ginter 72' Robin Gosens |
| | rode kaarten   | |